# Блок, Марк
Марк Блок (имя при рождении: Марк Леопольд Бенджамин Блок; фр. Marc Léopold Benjamin Bloch; 6 июля 1886 года, Лион — 16 июня 1944 года, Сен-Дидье-де-Форман) — французский историк еврейского происхождения, автор трудов по западноевропейскому феодализму, аграрным отношениям во Франции, общим проблемам методологии истории. 
Главные произведения — «Короли-чудотворцы» (1924), «Характерные черты французской аграрной истории», «Феодальное общество» (1939—1940), «Апология истории» (написана в 1941 году, опубликована посмертно в 1949 году). 
Совместно с Люсьеном Февром Блок основал журнал «Анналы» (1929). Один из основателей одноимённой школы, произведшей переворот в исторической методологии.

## Биография
Марк Блок родился в семье профессора истории Густава Блока и Сары Блок (урождённой Эбштейн). В 1903 году с отличием окончил лицей Людовика Великого в Париже, в 1908 году — Высшую нормальную школу, где учился с 1904 года. В период учёбы в 1905—1906 годах служил в армии в Фонтенбло.
В 1908—1909 годы совершенствовался в истории и географии в Лейпциге и Берлине на стипендию министерства иностранных дел. В 1909—1912 годы — стипендиат фонда Тьера, где сотрудничал с М. Гранэ и Луи Жерне. В 1912—1914 году преподавал историю и географию в школах Монпелье и Амьена. В 1913 году выпустил первую монографию — «Иль-де-Франс: Страна вокруг Парижа».
В 1914—1918 годы воевал на фронтах Первой мировой войны, окончил войну в звании капитана; был награждён крестом «За боевые заслуги», четырежды ему была объявлена благодарность в приказе по армии. Был ранен, тяжело болел.
С 1919 года преподавал историю средних веков в университете Страсбурга, где с 1921 года экстраординарный, в 1927—1936 годы — ординарный профессор истории. В 1920 году в Париже защитил диссертацию («Rois et serfs»). 
В 1936—1937 годы доцент, затем экстраординарный профессор истории экономики в Сорбонне, в 1938 году избран на кафедру.
В 1939—1940 годах участвовал в войне в северной Франции. В 1940 году эвакуирован из Дюнкерка в Британию, вернулся оттуда во Францию. 
В 1940—1942 годы преподавал в неоккупированных областях Франции (Клермон-Ферран, Монпелье). Свое отношение к этим трагическим событиям описал в книге «Странное поражение» (написана в 1940 году, опубликована посмертно в 1946 году).
С 1943 года участвовал в движении Сопротивления. 
В марте 1944 года был арестован гестапо и стойко выдерживал все пытки, не раскрыв ни имён, ни явок. 16 июня того же года был расстрелян вместе с группой патриотов. 

Его последние слова: 
«Да здравствует Франция!»
«Я еврей, — писал Блок, — но не вижу в этом причины ни для гордыни, ни для стыда и отстаиваю своё происхождение лишь в одном случае: перед лицом антисемита».
Жена (с 1919 года) — Симона Видаль (фр. Simonne Vidal); шесть детей.

## Методология истории
Р. Дэвис писал, что Блок не был «скупым диспутантом» в историографических дебатах и часто сводил аргументы оппонента к его основным недостаткам. Его подход был реакцией на господствующие идеи во французской историографии того времени, которые в его молодости ещё во многом основывались на идеях немецкой школы, основоположником которой был Леопольду фон Ранке. Во французской историографии это привело к «детективному» акценту на административной истории в изложении таких историков, как Эрнест Лависс. Признавая долг перед предшественниками и перед историками его поколения, Блок утверждал, что для них исторические исследования были не более значимы, чем детективная работа. Позже он писал, что «нет расточительства более преступного, чем эрудиция, работающая… на нейтральной передаче, и нет гордости более тщеславно неуместной, чем гордость инструментом, ценимым как самоцель». Блок считал неправильным, что историки акцентируют внимание на исторических свидетельствах, а не на условиях жизни людей в рассматриваемый период. Историки, работавшие в рамках административной истории, по его словам, разбираются во всех аспектах работы какого-либо государственного ведомства, но ничего не знают о тех, кто в нём работал. По его словам, «микроскоп — прекрасный инструмент для исследования, но куча микроскопических диапозитиврв не является произведением искусства».
На Блока большое влияние оказали Фердинанд Лот, который уже писал труды по сравнительной истории, а также работы Жюля Мишле и Фюстеля де Куланжа с их акцентом на социальной истории, социологическая методология Дюркгейма, социальная экономика Франсуа Симиана и философия коллективизма Анри Бергсона. Сравнительно-исторический подход Блока восходит к эпохе Просвещения, когда такие авторы, как Вольтер и Монтескье, осуждали представление об истории как о линейном нарративе, рассказывающем об отдельных людях, и настаивали на более широком использовании философии при изучении прошлого. Блок осуждал «немецкую доминирующую» школу политической экономии, считая её «аналитически неискушённой и изобилующей искажениями». Столь же резкой критике он подверг и модные в то время идеи расовых теорий национальной идентичности. Блок считал, что политическая история сама по себе не способна объяснить глубинные социально-экономические тенденции и влияния.
Блок не рассматривал социальную историю как отдельную область исторических исследований. Он считал, что все аспекты истории неотъемлемо являются частью социальной истории. По определению, вся история является социальной историей — подход, который он и Люсьен Февр назвали «общей историей», не фокусируется на таких фактах, как даты сражений, правлений, смены лидеров и правительств, а в целом историк ограничивается тем, что он может идентифицировать и проверить. В письме Анри Пиренну Блок объяснил, что, по его мнению, самым важным качеством историка является способность удивляться тому, что он находит. «Будьте прокляты те из нас, кто считает, что всё нормально!».
Блок выделил два типа исторических эпох: эпоху поколений и эпоху цивилизации. Они определялись скоростью изменений и развития. В последний тип периодов, меняющихся постепенно, Блок включал физические, структурные и психологические аспекты общества, в то время как в эпоху поколений фундаментальные изменения могли происходить в течение жизни относительно небольшого числа поколений. Для Блока история была серией ответов, хотя и неполных и открытых для пересмотра, на ряд разумно поставленных вопросов. Блок сформулировал метод, который современные французские историки называют «регрессивным методом» исторической науки. Этот метод позволяет избежать необходимости полагаться исключительно на исторические документы как на источник, рассматривая проблемы, актуальные для более поздних исторических периодов, и опираясь на них, строить представления о том, как они могли выглядеть столетиями ранее. По словам Дэвиса, это было особенно полезно в исследовании Блоком сельских общин, поскольку «сила общинных традиций часто сохраняет прежние обычаи в более или менее ископаемом состоянии». Блок изучал крестьянские орудия труда в музеях, наблюдал за их использованием в работе и обсуждал эти предметы с теми, кто ими пользовался. Он считал, что, наблюдая за работой плуга или ежегодным сбором урожая, человек наблюдает историю, поскольку зачастую и технология, и техника остаются практически такими же, как и сотни лет назад. В центре его внимания были не отдельные личности, он сосредоточился на «коллективе, сообществе, обществе». Он писал о крестьянстве, а не об отдельных крестьянах; как говорит Б. Лион, «он путешествовал по провинциям, чтобы в долгосрочной перспективе познакомиться с французским сельским хозяйством, с очертаниями крестьянских деревень, с аграрной рутиной, ее звуками и запахами». Блок утверждал, что как участие в войне бок о бок с крестьянами, так и его исторические исследования их истории показали ему «энергичную и неутомимую быстроту» их ума.
Блок описал свою область исследований как сравнительную историю европейского общества и объяснил, почему он не считает себя медиевистом: «Я отказываюсь это делать. Мне неинтересно менять ярлыки, как сами умные ярлыки, или те, которые таковыми считаются». Он не оставил полного описания своей методологии, хотя её можно эффективно реконструировать по частям. Он считал историю «наукой движения», но не принимал, например, афоризма о том, что, изучая прошлое, можно защититься от будущего. В своей работе он не использовал революционный подход к историографии; скорее, он хотел объединить школы мысли, предшествовавшие ему, сформулировав новый широкий подход к истории и, как он писал в 1926 году, привнести в историю «ce murmure qui n'était pas de la mort» («шепот, который не был смертью»). Блок подверг критике так называемый «идол истоков», когда историки чрезмерно концентрируются на формировании чего-либо в ущерб изучению самой вещи.
Сравнительная история Блока позволила ему связать свои исследования с исследованиями многих других школ: социальных наук, лингвистики, филологии, сравнительного литературоведения, фольклора, географии и агрономии. Он также не ограничивался французской историей. В разных частях своих работ Блок комментировал средневековую историю Корсики, Финляндии, Японии, Норвегии и Уэльса. Р. Р. Дэвис сравнивал Блока с «Мейтлендом 1890-х годов», учитывая его широту чтения, владение языком и междисциплинарный подход. Однако, в отличие от Мейтленда, Блок также стремился синтезировать научную историю с нарративной историей. По словам К. Стерлинга, ему удалось добиться «несовершенного и неустойчивого дисбаланса» между ними. Блок не верил, что прошлое можно понять или воссоздать, просто собирая факты из источников; скорее, он описывал источник как свидетеля, «и, как большинство свидетелей», писал он, «он редко говорит, пока его не начнёшь допрашивать». Аналогичным образом, он рассматривал историков как детективов, собирающих доказательства и свидетельские показания, как juges d’instruction (расследующих магистратов), «обязанных проводить обширные расследования прошлого». Блок также был одним из первых теоретиков в области сохранения коллективной памяти.

## Сфера интересов
Блока интересовали не только исторические периоды или аспекты истории, но и важность истории как предмета интеллектуальных упражнений, независимо от периода. Р. Дэвис писал: «Он, конечно же, не боялся повторяться и, в отличие от большинства английских историков, считал своим долгом размышлять о целях и задачах истории». Блок считал ошибкой историка чрезмерно ограничиваться рамками своей дисциплины. В своих редакционных статьях в «Анналах» он во многом подчёркивал важность параллельных данных из смежных областей знаний, особенно из археологии, этнографии, географии, литературы, психологии, социологии, технологии, аэрофотосъёмки, экологии, анализе пыльцы и статистике. По мнению Блока, это позволило не только расширить поле исследования, но и достичь намного более полного понимания прошлого, чем было бы возможно, если полагаться исключительно на исторические источники. Любимым примером влияния технологий на общество для Блока была водяная мельница. В классический период о ней знали, но мало использовали; в период раннего Средневековья она стала экономической необходимостью; и, наконец, в позднем Средневековье она стала дефицитным ресурсом, все больше концентрирующимся в руках знати.
Блок также подчёркивал важность географии в изучении истории, особенно в изучении сельской истории. Он предположил, что, по сути, это одни и те же предметы, хотя и критиковал географов за невнимание к исторической хронологии и человеческому фактору. Приводя в пример фермерское поле, он описал его как «в основе своей — человеческое творение, создаваемое из поколения в поколение». Блок также отвергал представление о неизменности сельской жизни. Он считал, что галльский земледелец римского периода значительно отличался от своих потомков XVIII века, выращивая другие растения иным способом. Он считал, что аграрная история Англии и Франции развивалась схожим образом, и действительно, обнаружил факты огораживания во Франции в XV, XVI и XVII веках, основываясь на том, что оно происходило в Англии при схожих обстоятельствах. Блок также глубоко интересовался лингвистикой и применением в ней сравнительного метода. Он считал, что применение этого метода в исторических исследованиях поможет историку учесть более широкий контекст в ходе детальных локальных исследований: «простое применение сравнительного метода разрушило этнические теории исторических институтов, столь любимые многими немецкими историками».
Блок владел несколькими языками и поражал современников широтой своих познаний и эрудицией, а также легкостью владения как древними, так и современными языками. Его ясный стиль написания и методология формулирования исторических проблем в социальных терминах оказали сильное влияние на историческую науку. Блок мечтал о мире без границ, где географические, временные ограничения и ограничения рамками академической дисциплины будут сняты, а история будет рассматриваться с глобальной точки зрения.

## Наследие и критика

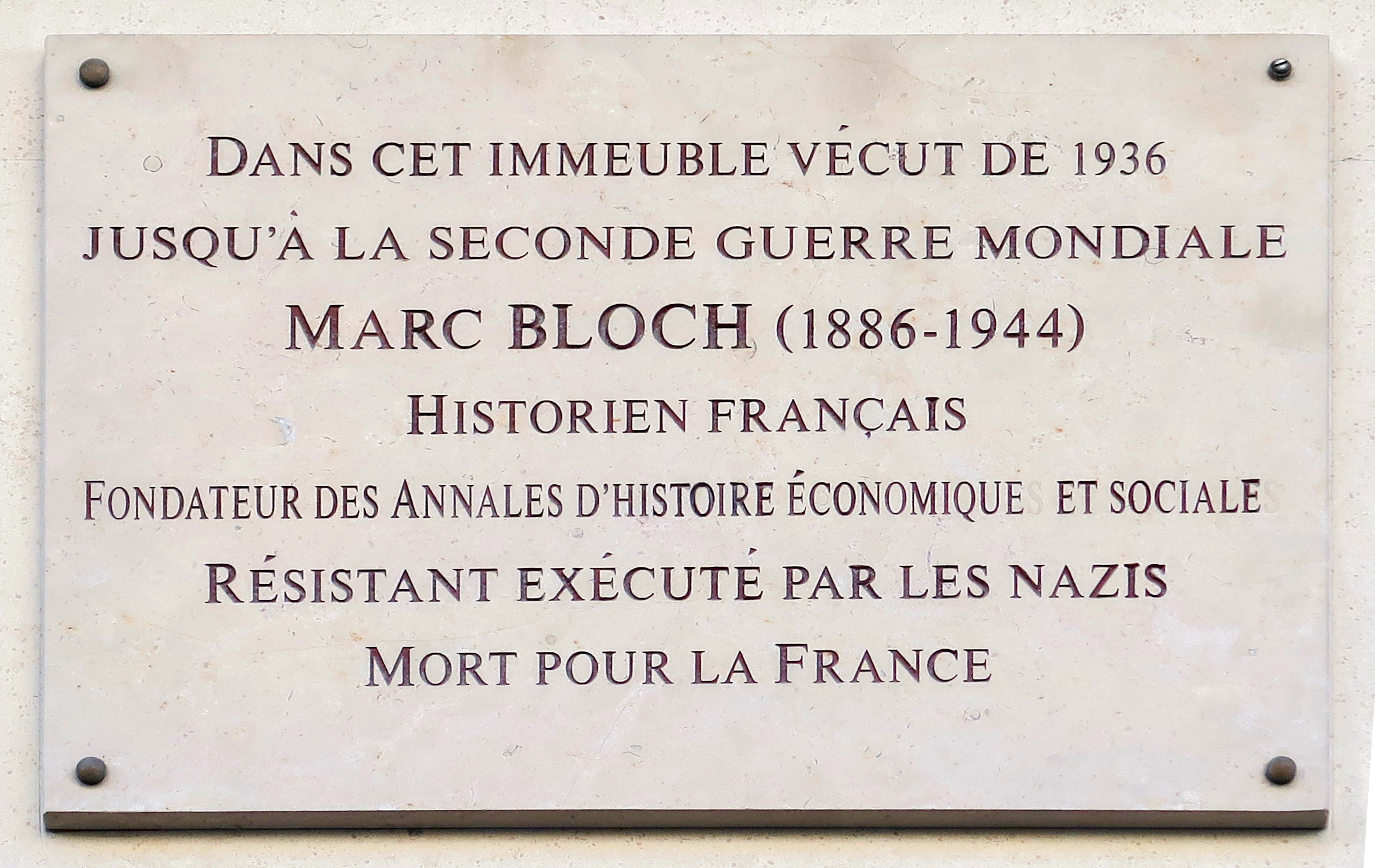
Мемориальная доска, улица Севр, 17, Париж, 6e

Вебер утверждает, что, возможно, если бы Блок пережил войну, он стал бы кандидатом на пост министра образования в послевоенном правительстве и реформировал бы систему образования, которую он осуждал за поражение Франции в войне 1940 года. В 1948 году его сын Этьен предложил Национальному архиву передать документы отца в хранилище, но там отклонили предложение. В результате материалы были помещены в хранилища Высшей нормальной школы, «где они оставались нетронутыми десятилетиями».
Интеллектуальный историк Питер Берк утверждал, что Блока был лидером того, что Берк назвал «Французской исторической революцией». Блок стал иконой для послевоенного поколения новых историков. Хотя его описывали как в некоторой степени объект культа как в Англии, так и во Франции, как «один из самых влиятельных историков двадцатого века» по Карен Стирлинг и «величайший историк современности» по Джону Х. Пламбу, — эту репутацию он в основном получил посмертно. Генри Лойн предполагает, что такая репутация позабавила бы его и удивила. По мнению Стирлинг, это создало особую проблему во французской историографии: Блок фактически был обречён на образ мученика, в результате чего значительная часть его трудов оказалась в тени последних месяцев его жизни. Эта репутация привела к «беспорядочному потоку похвал, под которыми он теперь почти безнадёжно погребён». Отчасти причиной этого стали сами историки, которые не подвергали труды Блока критическому анализу, а скорее рассматривают их как устоявшийся и неизменный аспект историографического контекста.
По словам Стирлинг, на рубеже тысячелетий «в современных академических кругах наблюдается прискорбный дефицит критического отношения к трудам Марка Блока». Восприятие его наследия ещё больше осложнилось тем, что второе поколение историков-анналистов во главе с Фернаном Броделем «присвоило его память», объединив академическую работу Блока и его участие в Сопротивлении и создав «фундаментальный миф». Они осуществили это присвоение не с целью подавить обсуждения идей Блока, писала Стирлинг; «современным учёным легко спутать индивидуалистическую работу самого Блока как историка с работой его последователей-структуралистов». Другими словами, они применяют к взглядам Блока взгляды его последователей, в некоторых случаях довольно сильно отличающиеся от их интерпретаций. Аспекты его жизни, благодаря которым Блока легко можно было беатифицировать, были обобщены Генри Лойном следующим образом: «француз и еврей, учёный и солдат, штабной офицер и деятель Сопротивления… красноречиво говоривший как о настоящем, так и о прошлом».

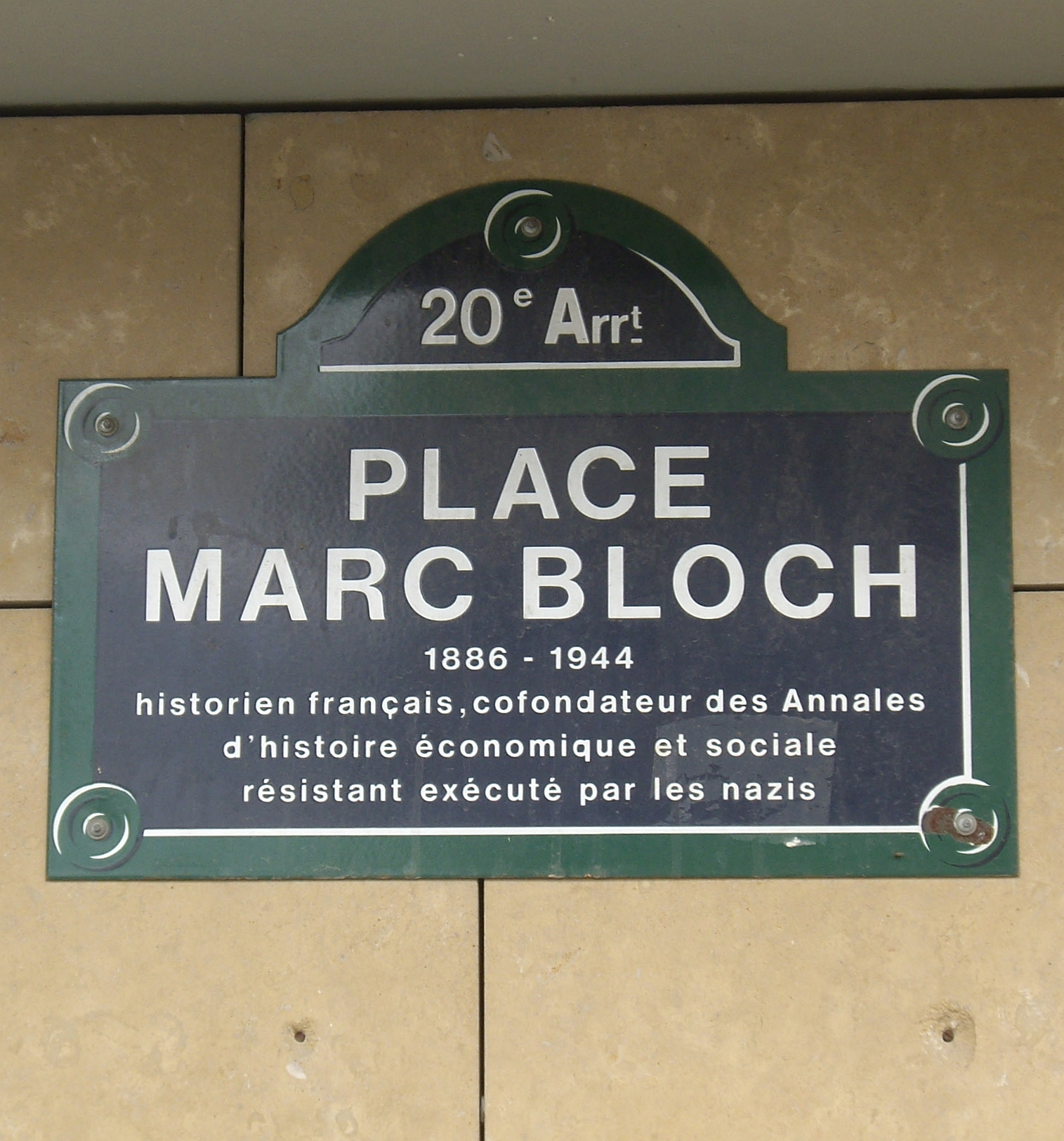
Площадь Марка Блока в 20-м округе Парижа — одна из улиц, названных в его честь

Первая критическая биография Блока появилась лишь в 1989 году в книге Кэрол Финк «Марк Блок: жизнь в истории». По словам С. Р. Эпштейна, это была «профессиональная, тщательно разработанная и документированная» биография Блока, которая, вероятно, должна была «преодолеть сильное защитное чувство хранителей памяти Блока и „Анналов“». С этого времени исследования — например, Стирлинг, которая называет Блока провидцем, хотя и «несовершенным», — стали более критически и объективно оценивать очевидные слабые места этого историка. Так, хотя он был активным сторонником хронологической точности и текстовой достоверности, его единственная крупная работа в этой области — обсуждение «Жизни Эдуарда Исповедника» Осберта Клэрского — впоследствии подверглась «серьёзной критике» со стороны более поздних экспертов в этой области, таких как Р. У. Саузерн и Фрэнк Барлоу; Эпштейн позже предположил, что Блок был «посредственным теоретиком, но искусным мастером метода». Коллеги, работавшие с ним, порой жаловались на то, что манера общения Блока могла быть «холодной, отстранённой, одновременно робкой и ханжеской» из-за его твёрдых взглядов на провал французской системы образования. Критике подвергалось принижение Блоком роли личности и личных убеждений в изменении общества и историческом процессе. Даже Февр, рецензируя послевоенное издание «Феодального общества», утверждал, что Блок неоправданно игнорировал роль личности в развитии общества.
Блока также обвиняли в игнорировании оставшихся без ответа вопросов и представлении таких исчерпывающих ответов по проблемам, которые, возможно, не заслуживают внимания, а также в том, что он иногда игнорировал внутренние противоречия. Эндрю Уоллес-Хадрилл критиковал разделение Блоком феодального периода на два отдельных периода, называя его искусственным. Также он утверждает, что теория Блока о трансформации кровнородственных связей в феодальные не соответствует ни хронологическим данным, ни имеющимся материалам о природе ранней семьи. Блок, по-видимому, временами, случайно или намеренно, игнорировал выдающихся современников в своей области. Например, Ришара Лефевра де Ноэтта, который сформулировал историю техники как новую дисциплину, реконструировал упряжи на основе средневековых иллюстраций и сделал ряд исторических выводов. Однако Блок, похоже, не признавал сходства между своим подходом к физическим исследованиям и подходом Лефевра, хотя и цитировал гораздо более ранних историков. Дэвис утверждал, что в работах Блока присутствует социологический аспект, который нередко снижал точность его исторических сочинений; в результате, по словам Дэвиса, работы Блока, основанные на социологической концепции, такие как «Феодальное общество», не всегда «выдерживают испытание временем».
Сравнительная история также оспаривалась в течение многих лет после смерти Блока. Брайс Лайон утверждал, что если бы Блок пережил войну, весьма вероятно, его взгляды на историю — уже изменившиеся в первые годы Второй мировой войны, так же как и после Первой — переориентировались бы против той самой школы, которую он основал. Стирлинг полагает, что отличие Блока от его предшественников состояло в том, что он фактически стал новым типом историка, который «стремился в первую очередь к прозрачности методологии, тогда как его предшественники стремились к прозрачности данных», одновременно непрерывно критикуя себя. Дэвис полагает, что его наследие заключается не столько в оставленных им после себя работах, которые не всегда столь точны, как это принято считать, сколько во влиянии, которое он оказал на «целое поколение французских историков». Акцент Блока на том, что историки игнорировали сельское общество в пользу управлявших им лордов и поместных судов, оказал влияние на более поздних историков, таких как Р. Х. Хилтон, при изучении экономики крестьянского общества. Даниэль Широ утверждал, что Блок соединил экономику, историю и социологию «за сорок лет до того, как это стало модным», поэтому Блока можно рассматривать как одного из основоположников послевоенной социологической науки.
По мнению Лойна, англоязычный журнал Past & Present, издаваемый Oxford University Press, был прямым преемником «Анналов». Мишель Фуко говорил о школе «Анналов»: «То, что Блок, Февр и Бродель показали для истории, мы, я полагаю, можем показать и для истории идей». Влияние Блока после его смерти вышло за рамки историографии. Его неоднократно цитировали на президентских выборах 2007 года во Франции. Например, кандидаты Николя Саркози и Марин Ле Пен цитировали строки Блока из книги «Странное поражение»: «есть две категории французов, которые никогда по-настоящему не поймут значения французской истории: те, кто отказывается восхищаться посвящением наших королей в Реймсе, и те, кто может равнодушно читать рассказ о празднике Федерации». Контекст, в котором Блок написал этот отрывок, несколько отличался от того, который ему приписали оба кандидата, принадлежавшие к числу правых. Но, как говорит Петер Шёттлер, Блок «придумал этот афоризм ещё во время Первой мировой войны и дал ему многозначительное название: „Об истории Франции и о том, почему я не консерватор“».
В 1977 году прошли церемония государственных похорон Блока. Его именем были названы улицы, школы и университеты. Столетие со дня рождения Блока отмечалось на конференции, прошедшей в Париже в июне 1986 года. В ней приняли участие учёные разных дисциплин, в частности историки и антропологи. В ноябре 2024 года, в 80-ю годовщину освобождения Страсбурга, президент Франции Эммануэль Макрон объявил о включении Блока во французский Пантеон.

## Награды
- Кавалер ордена Почётного легиона
- Военный крест 1914–1918, 4 упоминания в донесениях (2 бронзовых и 2 серебряных)
- Военный крест 1939–1945, 1 упоминание в донесениях (1 серебряный с позолотой)

## Цитаты
- «Всегда вначале — пытливый дух. Ни в одной науке пассивное наблюдение никогда не было плодотворным». — М. Блок. Апология истории или Ремесло историка. М., 1973. С. 38.

## Избранные труды
- Блок М. Характерные черты французской аграрной истории / Пер. с фр. И. И. Фроловой. — М.: Издательство иностранной литературы, 1957. — 353 с.
- Блок М. Апология истории, или Ремесло историка / Пер. с фр. — Таллин: Ээсти раамат, 1983. — 184 с.
  -  / Пер. Е. М. Лысенко. — 2-е изд., доп. — М.: Наука, 1986. — 254 с. — (Памятники исторической мысли). — 50 000 экз. В прил.: Феодальное общество. — Т. 1, Ч. 1, Кн. 2: Условия жизни и духовная атмосфера.
- Блок М. Короли-чудотворцы : Очерк представлений о сверхъестественном характере королевской власти, распространённых преимущественно во Франции и в Англии / Пер. [с фр.] и коммент. В. А. Мильчиной. — 2-е изд., доп. — М.: Наука, 1986. — 254 с. — (Памятники исторической мысли). — 50 000 экз. В прил.: Феодальное общество. — Т. 1, Ч. 1, Кн. 2: Условия жизни и духовная атмосфера.
  -  / Пер. с фр. В. А. Мильчиной. — М.: Издательская группа «Альма Маттер», 2022. — 560 с. — (Эпохи. Средние века. Исследования). — 500 экз. — ISBN 978-5-6047267-4-7.
- Блок М. Странное поражение : Свидетельство, записанное в 1940 году / Пер. с фр. Е. В. Морозовой. — М.: РОССПЭН, 1999. — 286 с. — 2000 экз. — ISBN 5-8243-0088-7.
- Блок М. Феодальное общество / Пер. с фр. М. Ю. Кожевниковой, Е. М. Лысенко. — М.: Изд-во им. Сабашниковых, 2003. — 502 с. — 4000 экз. — ISBN 5-8242-0086-6.